# ABC予想
ABC予想（エービーシーよそう、英語: abc conjecture）あるいはオステルレ＝マッサー予想（英語: Oesterlé–Masser conjecture）は、1985年にジョゼフ・オステルレとデイヴィッド・マッサーにより提起された数論の予想（未解決問題）である。類似するものに多項式についてのメーソン・ストーサーズの定理がある。
ABC予想は、この予想から数々の興味深い結果が得られることから、非常に有名になった。ABC予想が定理となれば、数論における数多の有名な予想や定理が直ちに導かれる。
ドリアン・モリス・ゴールドフェルドは、ABC予想を「ディオファントス解析で最も重要な未解決問題」であると述べている。

## 予想
a と b が互いに素であり、かつ a + b = c を満たす自然数の組 (a, b, c) を abc-triple と呼ぶ。一般に「ABC予想」と呼ばれている未解決問題には、
1. 不等式 c > (rad(abc))1 + ε を満たす abc-triple が無限に存在するような正の実数 ε > 0 は存在しない。
2. 不等式 c ≧ (rad(abc))2 を満たす abc-triple は存在しない。

という2種類の命題が存在するが、両者に論理的な強弱関係があるわけではない。すなわち、互いに主張の一部が弱められ、一部が強められている。フェルマーの最終定理の証明に使うことができるのは、2番目の命題のみである。以下、1番目の命題について詳しく解説する。
2以上の自然数 n に対して、n の素因数のうち相異なるものの積（すなわち n を素因数分解したときに現れる各素数の指数をすべて1に置き換え乗算した数。n の根基（英: radical）と呼ばれる）を与える関数 rad(n) のことを根基関数という。以下にいくつか例を挙げる。
- p が素数ならば、rad(p) = p
- rad(8) = rad(23) = 2
- rad(9405) = rad(32 ⋅ 5 ⋅ 11 ⋅ 19) = 3 ⋅ 5 ⋅ 11 ⋅ 19 = 3135
- rad(84998144) = rad(211 ⋅ 73 ⋅ 112) = 2 ⋅ 7 ⋅ 11 = 154

大抵の場合は c < rad(abc) が成り立つが、ABC予想が言及しているのはこれが成り立たない abc-triple のほうである。例えば a = 1, b = 8 のときに c = 9, rad(abc) = 6 となる。
ただし c > rad(abc) が成り立つ abc-triple も無限に存在するため、rad(abc) を少しだけ大きくすることで例を有限個にできないかどうかを考える。すなわちABC予想は、次の不等式を満たすような自然数の組 (a, b, c) は、任意の正の実数 ε > 0 に対して高々有限個しか存在しないであろうと予想している：
{\displaystyle c>(\operatorname {rad} (abc))^{1+\varepsilon }.}
ABC予想の定式化には、これ以外にもいくつか同値な表現が存在する。
- 任意の abc-triple (a, b, c) に対して、以下の命題が成り立つ：

{\displaystyle c<K(\varepsilon )\cdot (\operatorname {rad} (abc))^{1+\varepsilon }}
を満たす正の実数 K(ε) > 0 が、任意の正の実数 ε > 0 に対して存在する（ K(ε) を ε に依らずに取ることは不可能）。
- 質 q(a, b, c) を次のように定義する ( q は quality の頭文字)：

{\displaystyle q(a,b,c):={\frac {\log c}{\log(\operatorname {rad} (abc))}}.}
このとき、q(a, b, c) > 1 + ε を満たす abc-triple は、任意の正の実数 ε > 0 に対して高々有限組しか存在しない。
現在、q(a, b, c) > 1.6 を満たす abc-triple は後述のコンピューティングによる成果の通り3組しか知られていない。

## 証明
1985年の予想の提起から、数々の数学者によりABC予想の証明が提案されてきた。しかし、2024年現在、数学コミュニティの同意が得られたものはない。

### 望月新一による証明
2012年8月30日、京都大学数理解析研究所教授の望月新一は自身が考案した宇宙際タイヒミュラー理論についての論文を、自身が所属する京都大学数理解析研究所編集の専門誌『Publications of the Research Institute for Mathematical Sciences』(以下『PRIMS』)に投稿し、初稿が同誌のプレプリントで公開された。望月は同理論によって、スピロ予想、ヴォイタ予想およびABC予想の証明に成功したと主張している。
上記の証明に対し、ドイツの数学者ペーター・ショルツェ、ジェイコブ・スティックスは、論文IUTT-IIIの系3.12の証明の反例となるレポートにて「提案された〔望月のプレプリントの〕証明には深刻な問題があり、小さな修正で証明戦略を救うことはできず、証明になっていない。」と指摘した（2018年5月公開、2018年9月一部修正）。この指摘に対して望月は、反例において宇宙際タイヒミュラー理論にいくつかの簡略化がおこなわれており、それらの簡略化がことごとく誤りであると主張するレポートを公表し反論した（2018年9月発表、2021年3月改訂）。
望月の証明論文は2020年2月に査読を通過し、2021年3月4日、『PRIMS』の特別号電子版に掲載された。
上記論文に対し、ショルツェは2021年7月31日にzbMATH（ヨーロッパ数学会）に掲載された書評にて「このシリーズの最初の3つのパートにおいて、読者は残念ながら実質的な数学的内容をほんの少ししか見出さないだろう。第2部と第3部では、肝心の系3.12に、数行以上の証明を見出さないだろう。」と否定的にコメントした。一方、モハメド・サイディは2022年4月にMath Reviews誌（アメリカ数学会）に掲載された書評で、宇宙際タイヒミュラー理論の系3.12に関連する論文IUTT-IIIの定理3.11を肯定するコメントを行った。
2022年7月、ヴォイチェフ・ポロウスキ、南出新、星裕一郎、イヴァン・フェセンコ、望月らの査読論文が『Kodai Mathematical Journal』（東京工業大学）に掲載された（受理は2021年11月）。この論文は、楕円曲線の6等分点を用いて、ディオファントス的不等式中の定数の数値を明示した形（非明示的な「定数」が現れない）に修正したものである。2012年10月のヴェッセリン・ディミトロフとアクシェイ・ヴェンカテシュによる指摘により、望月の論文で証明される命題は「弱いABC予想」となっていたが、今回の結果により「強いABC予想」およびフェルマーの最終定理の別証明を得たとしている。

## 得られる結果の例
ABC予想を真だと仮定すると、多数の系が得られる。その中には既に知られている結果もあれば、予想の提出後に予想とは独立に証明されたものもあり、部分的証明となるものもある。
ABC予想がもし早期に証明されていたなら、得られる系という意味での影響はもっと大きかったが、ABC予想が成立した場合に解決される予想はまだ残っており、また数論の深い問題と数多くの結び付きがあるので、ABC予想は依然として「重要な問題」であり続けている。具体的には、「有限個に限定される」ことが結論である命題（予想）を証明するのに役立つことが多い。
トゥエ＝ジーゲル＝ロスの定理
代数的数のディオファントス近似に関する定理。
フェルマーの最終定理
ただし指数が 6 以上の場合。この定理自体は、ABC予想とは独立にアンドリュー・ワイルズが既に1995年に証明した。有限個の例外を直接計算することにより、原理的にはすべての指数 ≥ 4 に対して証明が可能である(Granville & Tucker 2002)。
モーデル予想（ファルティングスの定理）
(Elkies 1991)
エルデシュ＝ウッズ予想
ただし有限個の反例を除く (Langevin 1993)。
非ヴィーフェリッヒ素数が無限個存在すること
(Silverman 1988)。
弱い形のマーシャル・ホール予想
平方数と立方数の間隔に関する予想 (Nitaj 1996)。
フェルマー＝カタラン予想
フェルマーの最終定理の拡張であり、冪の和である冪を扱う (Pomerance 2008)。
ルジャンドル記号を用いて記述したディリクレのL関数 L(s, (-d/.)) がジーゲル零点を持たないこと
正確には、このためには上で紹介している有理整数を扱うABC予想に加えて、代数体上の一様なABC予想を用いる(Granville & Stark 2000)。
Schinzel–Tijdeman theorem
P を少なくとも3つ以上の単根を持つ多項式とすると、P(1)，P(2)，P(3), … の中には高々有限個しか累乗数が存在しない、という定理 (1976)。
ティーデマンの定理の一般化
ym = xn + k が持つ解の個数について。ティーデマンの定理は k = 1 の場合を述べている。また、Aym = Bxn + k が持つ解の個数に関する予想は、ピライ予想 (1931)と呼ばれる。
グランヴィル＝ランジュバン予想と同値
修正したスピロ予想
これは境界として {\displaystyle \scriptstyle (\operatorname {rad} (abc))^{{\frac {6}{5}}+\varepsilon }} を与える (Oesterlé 1988)。
一般化されたブロカールの問題
任意の整数 A について、n! + A = k2 が有限個の解しか持たないこと。(Dąbrowski 1996)と同値。

## コンピューティング（演算）による成果
2006年、オランダのライデン大学数学研究所は、さらなる abc-triple を発見しようと、Kennislink科学協会と共に分散コンピューティングシステム「ABC@homeプロジェクト」を立ち上げた。たとえ演算によって発見された例または反例が ABC予想を解決することができなくとも、このプロジェクトによって発見される組み合わせが、予想と整数論についての洞察に繋がることが期待されている。
q は上記で定義した abc-triple (a, b, c) の質 q(a, b, c) である。このとき、c の上限によって、質 q は以下のような分布を取る。
| cの値    | q > 1      | q > 1.05  | q > 1.1 | q > 1.2 | q > 1.3 | q > 1.4 |
| -------- | ---------- | --------- | ------- | ------- | ------- | ------- |
| c < 102  | 6          | 4         | 4       | 2       | 0       | 0       |
| c < 103  | 31         | 17        | 14      | 8       | 3       | 1       |
| c < 104  | 120        | 74        | 50      | 22      | 8       | 3       |
| c < 105  | 418        | 240       | 152     | 51      | 13      | 6       |
| c < 106  | 1,268      | 667       | 379     | 102     | 29      | 11      |
| c < 107  | 3,499      | 1,669     | 856     | 210     | 60      | 17      |
| c < 108  | 8,987      | 3,869     | 1,801   | 384     | 98      | 25      |
| c < 109  | 22,316     | 8,742     | 3,693   | 706     | 144     | 34      |
| c < 1010 | 51,677     | 18,233    | 7,035   | 1,159   | 218     | 51      |
| c < 1011 | 116,978    | 37,612    | 13,266  | 1,947   | 327     | 64      |
| c < 1012 | 252,856    | 73,714    | 23,773  | 3,028   | 455     | 74      |
| c < 1013 | 528,275    | 139,762   | 41,438  | 4,519   | 599     | 84      |
| c < 1014 | 1,075,319  | 258,168   | 70,047  | 6,665   | 769     | 98      |
| c < 1015 | 2,131,671  | 463,446   | 115,041 | 9,497   | 998     | 112     |
| c < 1016 | 4,119,410  | 812,499   | 184,727 | 13,118  | 1,232   | 126     |
| c < 1017 | 7,801,334  | 1,396,909 | 290,965 | 17,890  | 1,530   | 143     |
| c < 1018 | 14,482,059 | 2,352,105 | 449,194 | 24,013  | 1,843   | 160     |

2012年9月現在、ABC@homeは2310万個の3つ組を発見しており、当面の目標を 1020 を超えない c についての全ての abc-triple (a, b, c) を見つけることとしている。
| 番号 | q      | a       | b         | c         | 発見者                                                |
| ---- | ------ | ------- | --------- | --------- | ----------------------------------------------------- |
| 1    | 1.6299 | 2       | 310·109   | 235       | Eric Reyssat                                          |
| 2    | 1.6260 | 112     | 32·56·73  | 221·23    | Benne de Weger                                        |
| 3    | 1.6235 | 19·1307 | 7·292·318 | 28·322·54 | Jerzy Browkin, Juliusz Brzezinski                     |
| 4    | 1.5808 | 283     | 511·132   | 28·38·173 | Jerzy Browkin, Juliusz Brzezinski, Abderrahmane Nitaj |
| 5    | 1.5679 | 1       | 2·37      | 54·7      | Benne de Weger                                        |

2015年に、ABC@homeプロジェクトは合計2380万組の3つ組を見つけ、その直後にプロジェクトは終了した。